# Pseudosericostoma simplississimum
Pseudosericostoma simplississimum is een schietmot uit
de familie Helicophidae. De soort komt voor in het Neotropisch gebied.